# Varvažov (zámek)
Zámek Varvažov se nachází v okrese Písek ve východní části obce Varvažov (asi dvacet kilometrů severně od Písku). Jednopatrová barokní stavba stojící u bývalé varvažovské návsi je od roku 1963 kulturní památkou. Od roku 1995 je také areál zámku spolu se sousedícím kostelem svaté Kateřiny a usedlostmi na návsi součástí vesnické památkové zóny Varvažov.

## Historie
Nejstarší zmínka o vsi Varvažov pochází ze 2. poloviny 13. století. Již tehdy patřila řádu maltézských rytířů (johanitů), kteří měli komendu na strakonickém hradu. U středověkého dvorce vznikl na sklonku 13. století kostelík svaté Kateřiny, jehož loď byla barokně přestavěna v roce 1718 (původní gotický presbytář zůstal zachován) a v roce 1751 k němu byla přistavěna kaplanka.
Když se v roce 1754 stal velkopřevorem johanitského řádu Emanuel Václav Krakovský z Kolovrat (1700–1769), nechal tehdejší renesanční budovy na východní straně poměrně rozsáhlého hospodářského dvora přestavět na barokní zámek, který měl sloužit jako rezidence velkopřevorů a členů řádu. Nová stavba propojená se staršími hospodářskými budovami byla dokončena pravděpodobně v roce 1768.
V roce 1847 koupil varvažovské panství Karel II. ze Schwarzenbergu a v držení Schwarzenbergů pak bylo až do roku 1948. Na zámecké budově došlo k některým úpravám (bylo např. odstraněno vnější schodiště). Hospodářské prostory sloužily zemědělské činnosti, hlavní zámecká budova byla až do roku 1940 využívána jako škola. Po roce 1948 část zámku využívalo lidové spotřební družstvo Jednota, část sloužila jako byty.
Po roce 1989 bylo varvažovské panství v restitucích navráceno rodině Schwarzenbergů. V roce 1998 byl zámek využit jako pozadí některých scén při natáčení filmu Je třeba zabít Sekala.
Další využití areálu varvažovského zámku, vyžadujícího výraznou rekonstrukci, nebylo zatím (v roce 2012) vyjasněno.

## Popis

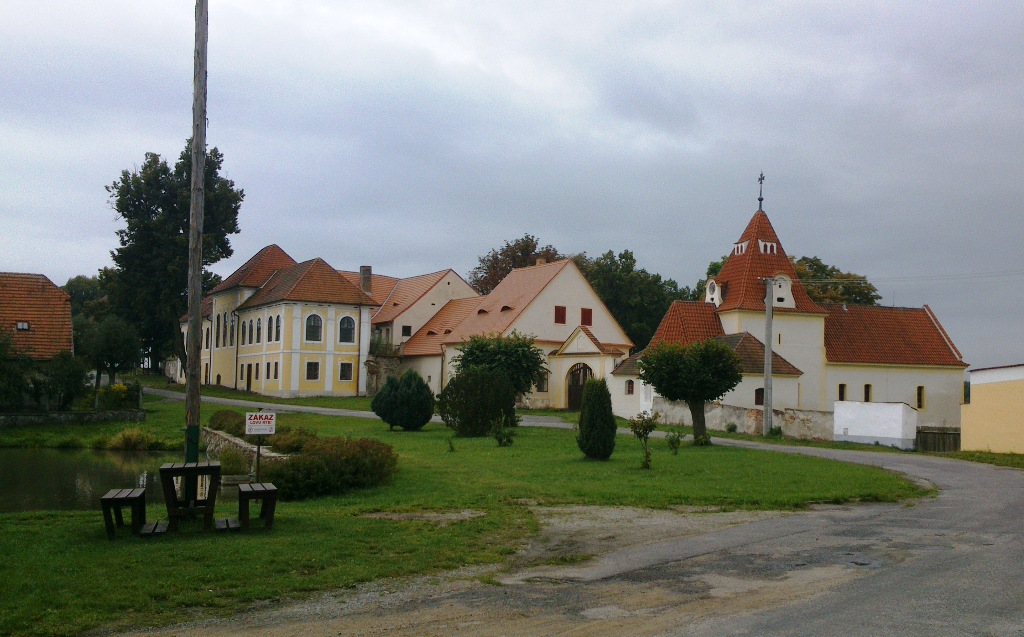
Pohled od severu: zleva hlavni budova zámku, hospodářské budovy a kostelík

Hlavní budova zámeckého areálu je na jeho východní straně, s průčelím těsně u místní komunikace. Je jednopatrová, s převýšenou středovou částí. Pozdně barokní fasáda je zdobena pilastry a římsami, v základu je okrová s bílými detaily. Památkově hodnotné jsou zejména valené klenby ve sklepení, v přízemí i v patře. Krátkým středovým krčkem je na hlavní budovu ze západní strany těsně připojen souběžný blok starších obytných a hospodářských budov, který tvoří východní uzávěru čtvercového hospodářského dvora.
V severovýchodním rohu tohoto dvora, oddělený od hospodářských budov areálu vjezdovou bránou s trojúhelníkovým štítem, je umístěn kostelík svaté Kateřiny. Jeho pětiboký presbytář má dochovanou gotickou klenbu, nad východní částí barokní lodě je hranolová věž a ze strany dvora na kostel navazuje čtvercová přízemní kaplanka s mansardovou střechou.